# Chris Fedak
Pour les articles homonymes, voir Fedak.
Chris Fedak est avec Josh Schwartz le coproducteur de la série télévisée Chuck. Il a également coscénarisé plusieurs épisodes avec Schwartz. 
D'après Josh Schwartz, l'idée originale de la série vient de Fedak :
« Un type nommé Chris Fedak, avec lequel je suis allé à l'université, m'a soufflé le concept initial. J'ai pensé que c'était l'occasion de faire une série drôle et originale, quand lui pensait plus à un thriller. Nous avons commencé à en parler et sommes arrivés à quelque chose qui est une fusion de nos deux visions et sensibilités. Ça a vraiment été une excellente collaboration. »
Il est aussi le producteur de Deception (2018 TV series)